# Marlborough (Massachusetts)
Marlborough (lub często używana i dopuszczalna nazwa: Marlboro) – miasto w hrabstwie Middlesex, w stanie Massachusetts Stany Zjednoczone.

## Miasta partnerskie
- Akiruno, Japonia